# Calocedrus
Calocedrus  es un género de coníferas perteneciente a la familia Cupressaceae. Comprende 14 especies descritas y de estas, solo 4 aceptadas.

## Taxonomía
El género fue descrito por Wilhelm Sulpiz Kurz y publicado en Journal of Botany, British and Foreign 11: 196. 1873. La especie tipo es: Calocedrus macrolepis Kurz	
Etimología
Calocedrus: nombre genérico que procede del griego: καλλος, "callos", hermoso y de χέδρος, "cedros", el cedro, significando entonces "cedro hermoso". 
Nota: A pesar de su nombre, el árbol tiene solo un lejano parentesco con el género Cedrus, pues es un miembro de la familia Cupressaceae y los cedros pertenecen a la de las Pinaceae. Lo único que tienen en común es pertenecer al orden botánico Pinales.

## Especies aceptadas
A continuación se brinda un listado de las especies del género Calocedrus aceptadas hasta marzo de 2015, ordenadas alfabéticamente. Para cada una se indica el nombre binomial seguido del autor, abreviado según las convenciones y usos.	
- Calocedrus decurrens (Torr.) Florin
- Calocedrus formosana (Florin) Florin
- Calocedrus macrolepis Kurz
- Calocedrus rupestris Aver., T.H.Nguyên & P.K.Lôc